# Сокольники-Мокре
Сокольники-Мокре (пол. Sokolniki Mokre) — село в Польщі, у гміні Венява Пшисуського повіту Мазовецького воєводства.
Населення — 212 осіб (2011).
У 1975-1998 роках село належало до Радомського воєводства.

## Демографія
Демографічна структура станом на 31 березня 2011 року:
|          | Загалом | Допрацездатний вік | Працездатний вік | Постпрацездатний вік |
| -------- | ------- | ------------------ | ---------------- | -------------------- |
| Чоловіки | 101     | 17                 | 70               | 14                   |
| Жінки    | 111     | 21                 | 55               | 35                   |
| Разом    | 212     | 38                 | 125              | 49                   |